# Birnbrot

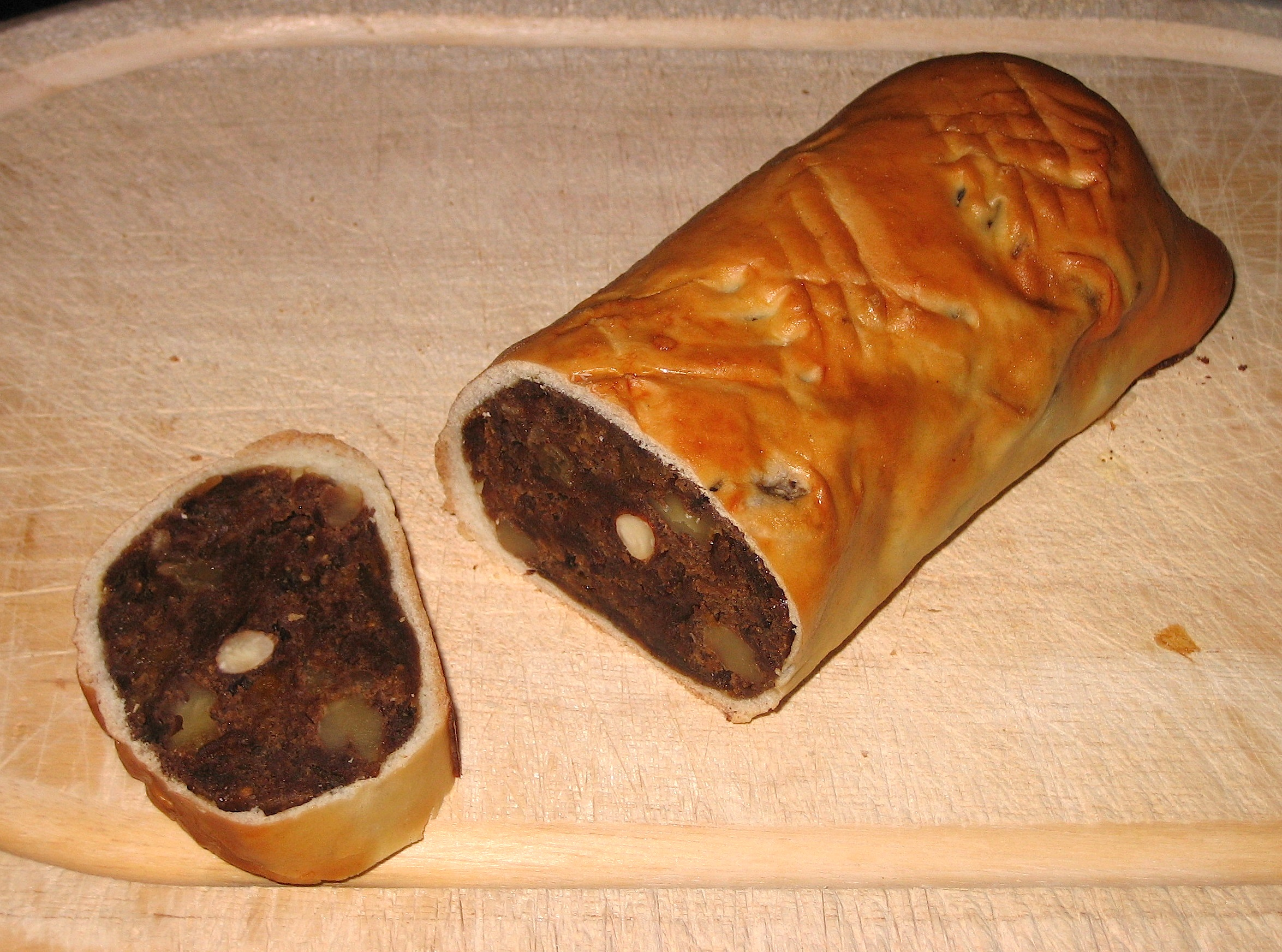
Bündner Birnbrot

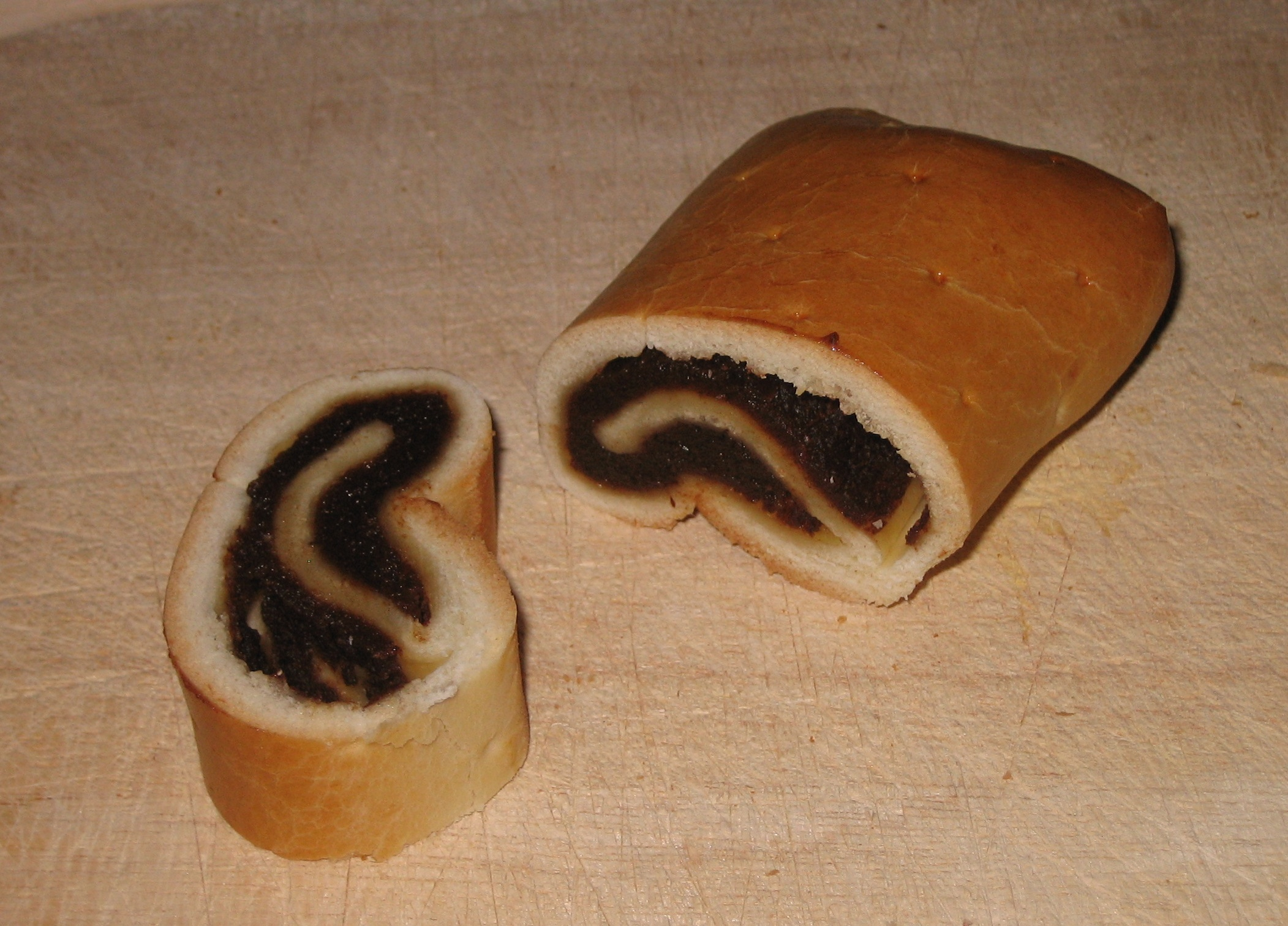
Birnweggen

Birnbrot und Birnweggen sind ein traditionelles Gebäck aus dem Schweizer Alpen- und Voralpenraum mit einer Füllung aus gedörrten Birnen. Bekannte Formen sind das Bündner Birnbrot oder Huxelbrot (rätoromanisch Paun cun paira), das Glarner Birnbrot, das Toggenburger Birnbrot und der Luzerner Birnweggen.
Neben Birnen enthält die Füllung Sultaninen, Baumnüsse, und oft auch Feigen und gedörrte Apfelschnitze. Gewürzt wird mit Orangeat, Zitronat, Koriander, Zimt, Sternanis, Anis und Nelken, sowie mit Tresterbrand, Kirschwasser oder Wein.
Birnbrot und Birnweggen unterscheiden sich durch die Zubereitung und die geographische Verbreitung: Beim Birnbrot wird die Birnenfüllung mit Brotteig aus Ruchmehl gemischt und einer dünnen Schicht Hefeteig umschlossen, während sie beim Birnweggen auf den dünn ausgerollten Hefeteig gestrichen und dann wie eine Roulade aufgerollt wird. Birnweggen sind in der Zentralschweiz verbreitet, Birnbrot dagegen im Ostschweizer Alpen- und Voralpenraum. 
Ursprünglich war Birnbrot eine Brotvariante von armen Leuten, die im hauptsächlich von Viehwirtschaft lebenden Alpen- und Voralpengebiet das teure Brotgetreide aus dem Unterland mit Dörrfrüchten streckten. In Graubünden gibt es heute noch solche lokale Varianten von Birnbrot mit einem grösseren Anteil an Brotteig, die ohne Teigumhüllung gebacken werden.
In der Toggenburger und Glarner Variante des Birnbrot werden die Birnen gekocht und passiert, bevor sie mit den übrigen Zutaten vermischt werden, in der Bündner Variante werden sie über Nacht in Birnentrester oder Rosenwasser eingeweicht und nicht passiert, was dem Bünder Birnbrot eine gröbere Struktur und einen kräftigeren Birnengeschmack gibt.
Traditionell sind Birnbrot und Birnweggen ein Gebäck der Advents- und Weihnachtszeit, in Graubünden besonders zum Jahreswechsel. In Scuol im Unterengadin gibt es den Brauch, dass Mädchen dem liebsten Mitschüler am 26. Dezember ein Birnbrot schenken und dann von ihm zu einer Schlittenfahrt eingeladen werden.
Heute ist Birnbrot in der Deutschschweiz während des ganzen Jahres erhältlich. Gegessen wird es dünn mit Butter bestrichen zum Kaffee oder kombiniert mit rezentem Käse, sehr beliebt ist es auch als Picknick für Wanderer und Skifahrer.